# Tagandougou
Tagandougou è un comune rurale del Mali facente parte del circondario di Yanfolila, nella regione di Sikasso.